# Tlikakila-folyó
A Tlikakila-folyó egy gleccserek táplálta folyó Alaszka déli részén, a Lake Clark Nemzeti Parkban.
A folyó neve az őslakosok nyelvén: ’Łiq'a Qilanhtnu’, azaz „vízfolyás, ahol lazacok élnek”.
Az Alaszkai-hegységben ered, és a Clark-tóba ömlik. Hossza 81 km, vízgyűjtő területe 1610 km².

## Fordítás
- Ez a szócikk részben vagy egészben  a   Tlikakila River című angol Wikipédia-szócikk ezen változatának fordításán alapul.  Az eredeti cikk szerkesztőit annak laptörténete sorolja fel. Ez a jelzés csupán a megfogalmazás eredetét és a szerzői jogokat jelzi, nem szolgál a cikkben szereplő információk forrásmegjelöléseként.